# Arromanches-les-Bains
Arromanches-les-Bains és un municipi francès situat al departament de Calvados i a la regió de Normandia. L'any 2007 tenia 609 habitants.

## Demografia

### Població
El 2007 la població de fet d'Arromanches-les-Bains era de 609 persones. Hi havia 285 famílies de les quals 108 eren unipersonals (56 homes vivint sols i 52 dones vivint soles), 89 parelles sense fills, 76 parelles amb fills i 12 famílies monoparentals amb fills.
La població ha evolucionat segons el següent gràfic:
Habitants censats

### Habitatges
El 2007 hi havia 491 habitatges, 284 eren l'habitatge principal de la família, 187 eren segones residències i 20 estaven desocupats. 363 eren cases i 125 eren apartaments. Dels 284 habitatges principals, 160 estaven ocupats pels seus propietaris, 111 estaven llogats i ocupats pels llogaters i 13 estaven cedits a títol gratuït; 14 tenien una cambra, 29 en tenien dues, 69 en tenien tres, 66 en tenien quatre i 106 en tenien cinc o més. 192 habitatges disposaven pel capbaix d'una plaça de pàrquing. A 173 habitatges hi havia un automòbil i a 75 n'hi havia dos o més.

### Piràmide de població
La piràmide de població per edats i sexe el 2009 era:
| Homes | Edats   | Dones |
| ----- | ------- | ----- |
| 0     | 95 o +  | 0     |
| 0     | 90 a 94 | 4     |
| 4     | 85 a 89 | 0     |
| 0     | 80 a 84 | 4     |
| 12    | 75 a 79 | 4     |
| 4     | 70 a 74 | 16    |
| 20    | 65 a 69 | 20    |
| 4     | 60 a 64 | 24    |
| 12    | 55 a 59 | 8     |
| 12    | 50 a 54 | 12    |
| 8     | 45 a 49 | 12    |
| 16    | 40 a 44 | 16    |
| 32    | 35 a 39 | 24    |
| 32    | 30 a 34 | 28    |
| 28    | 25 a 29 | 24    |
| 12    | 20 a 24 | 16    |
| 16    | 15 a 19 | 24    |
| 20    | 10 a 14 | 16    |
| 16    | 5 a 9   | 32    |
| 36    | 0 a 4   | 16    |

## Economia
El 2007 la població en edat de treballar era de 372 persones, 276 eren actives i 96 eren inactives. De les 276 persones actives 244 estaven ocupades (124 homes i 120 dones) i 32 estaven aturades (11 homes i 21 dones). De les 96 persones inactives 43 estaven jubilades, 24 estaven estudiant i 29 estaven classificades com a «altres inactius».

### Ingressos
El 2009 a Arromanches-les-Bains hi havia 282 unitats fiscals que integraven 605 persones, la mediana anual d'ingressos fiscals per persona era de 17.519 €.

### Activitats econòmiques
Dels 58 establiments que hi havia el 2007, 2 eren d'empreses extractives, 1 d'una empresa alimentària, 5 d'empreses de construcció, 17 d'empreses de comerç i reparació d'automòbils, 1 d'una empresa de transport, 18 d'empreses d'hostatgeria i restauració, 2 d'empreses financeres, 4 d'empreses immobiliàries, 1 d'una empresa de serveis, 4 d'entitats de l'administració pública i 3 d'empreses classificades com a «altres activitats de serveis».
Dels 24 establiments de servei als particulars que hi havia el 2009, 1 era una oficina de correu, 1 taller de reparació d'automòbils i de material agrícola, 1 paleta, 2 guixaires pintors, 1 electricista, 1 empresa de construcció, 1 perruqueria, 14 restaurants i 2 agències immobiliàries.
Dels 7 establiments comercials que hi havia el 2009, 1 era una botiga de més de 120 m², 1 una botiga de menys de 120 m², 1 una llibreria, 3 botigues d'equipament de la llar i 1 una botiga de material de revestiment de parets i terra.

## Equipaments sanitaris i escolars
L'únic equipament sanitari que hi havia el 2009 era una farmàcia.
El 2009 hi havia una escola maternal integrada dins d'un grup escolar amb les comunes properes formant una escola dispersa.

## Poblacions més properes
El següent diagrama mostra les poblacions més properes.